# Lift a Sail
Yellowcard – dziewiąty album studyjny grupy Yellowcard. Został wydany 7 października 2014 przez wytwórnię Razor & Tie. Była to pierwsza płyta zespołu nagrywana bez udziału perkusisty Longineu W. Parsonsa, który opuścił grupę w marcu 2014.

## Lista utworów
1. Convocation – 1:55
2. Transmission Home – 4:18
3. Crash the Gates – 3:20
4. Make Me So – 3:11
5. One Bedroom – 4:35
6. Fragile and Dear – 4:04
7. Illuminate – 4:06
8. Madrid – 2:07
9. The Deepest Well – 3:57
10. Lift a Sail – 3:55
11. MSK – 3:46
12. My Mountain – 3:59
13. California – 4:11